# Saint-Victor-d'Épine
Saint-Victor-d'Épine és un municipi francès situat al departament de l'Eure i a la regió de Normandia. L'any 2007 tenia 321 habitants.

## Demografia

### Població
El 2007 la població de fet de Saint-Victor-d'Épine era de 321 persones. Hi havia 132 famílies de les quals 36 eren unipersonals (20 homes vivint sols i 16 dones vivint soles), 44 parelles sense fills, 44 parelles amb fills i 8 famílies monoparentals amb fills.
La població ha evolucionat segons el següent gràfic:
Habitants censats

### Habitatges
El 2007 hi havia 198 habitatges, 137 eren l'habitatge principal de la família, 57 eren segones residències i 4 estaven desocupats. Tots els 193 habitatges eren cases. Dels 137 habitatges principals, 108 estaven ocupats pels seus propietaris, 25 estaven llogats i ocupats pels llogaters i 4 estaven cedits a títol gratuït; 5 tenien dues cambres, 22 en tenien tres, 44 en tenien quatre i 67 en tenien cinc o més. 101 habitatges disposaven pel capbaix d'una plaça de pàrquing. A 69 habitatges hi havia un automòbil i a 50 n'hi havia dos o més.

### Piràmide de població
La piràmide de població per edats i sexe el 2009 era:
| Homes | Edats   | Dones |
| ----- | ------- | ----- |
| 0     | 95 o +  | 0     |
| 0     | 90 a 94 | 0     |
| 0     | 85 a 89 | 0     |
| 4     | 80 a 84 | 0     |
| 16    | 75 a 79 | 8     |
| 4     | 70 a 74 | 4     |
| 12    | 65 a 69 | 8     |
| 12    | 60 a 64 | 12    |
| 8     | 55 a 59 | 8     |
| 4     | 50 a 54 | 4     |
| 12    | 45 a 49 | 12    |
| 24    | 40 a 44 | 8     |
| 8     | 35 a 39 | 4     |
| 12    | 30 a 34 | 8     |
| 4     | 25 a 29 | 8     |
| 4     | 20 a 24 | 4     |
| 12    | 15 a 19 | 8     |
| 8     | 10 a 14 | 12    |
| 4     | 5 a 9   | 0     |
| 8     | 0 a 4   | 8     |

## Economia
El 2007 la població en edat de treballar era de 205 persones, 143 eren actives i 62 eren inactives. De les 143 persones actives 130 estaven ocupades (82 homes i 48 dones) i 13 estaven aturades (2 homes i 11 dones). De les 62 persones inactives 20 estaven jubilades, 16 estaven estudiant i 26 estaven classificades com a «altres inactius».

### Ingressos
El 2009 a Saint-Victor-d'Épine hi havia 135 unitats fiscals que integraven 323 persones, la mediana anual d'ingressos fiscals per persona era de 17.846 €.

### Activitats econòmiques
Dels 11 establiments que hi havia el 2007, 5 eren d'empreses de construcció, 1 d'una empresa de comerç i reparació d'automòbils, 1 d'una empresa d'hostatgeria i restauració, 1 d'una empresa d'informació i comunicació, 1 d'una entitat de l'administració pública i 2 d'empreses classificades com a «altres activitats de serveis».
Dels 4 establiments de servei als particulars que hi havia el 2009, 1 era un guixaire pintor, 2 fusteries i 1 electricista.
L'únic establiment comercial que hi havia el 2009 era una floristeria.
L'any 2000 a Saint-Victor-d'Épine hi havia 19 explotacions agrícoles que ocupaven un total de 385 hectàrees.

## Poblacions més properes
El següent diagrama mostra les poblacions més properes.